# 교육정보 메타데이터
교육정보 메타데이터(Korea Educational Metadata 또는 Korea Education Metadata; KEM, 한국형 교육 메타데이터)교육은 한국교육학술정보원에서 개발한 대한민국 메타데이터 규격이다. 흔히 약어 KEM을 켐이라고 읽는다.

## 개요
KERIS는 메타데이터로 표현하기 위한 규격(제목, 설명, 저자, 교육적 활용방법, 파일관련 정보, 분류 정보 등과 같은 요소 및 이들 요소에 기록할 값의 자료형)을 정의하였고, 수요자에게 일관성 있는 설명과 검색서비스를 제공하고 메타데이터를 체계적으로 관리할 수 있도록 하였다(메타데이터 표준화). 2004년 12월에 초∙중등 교육정보 메타데이터 국가표준(KS X 7001)으로 제정되었다.

## 구성
| 구분             | 설명                                                                                             |
| ---------------- | ------------------------------------------------------------------------------------------------ |
| <general>        | 자원을 전체적으로 설명하는 일반적 정보                                                           |
| <life cycle>     | 자원의 이력, 현재의 상태, 발전에 영향을 끼친 사람 등과 관련한 정보                               |
| <metaMetadata>   | 메타데이터 기록 자체에 대한 정보                                                                 |
| <technical>      | 자원의 기술적인 필요조건들과 특징들에 관한 정보                                                  |
| <educational>    | 자원이 갖고 있는 교육적 특징과 교수방법상의 특징들에 대한 정보                                   |
| <rights>         | 자원과 관련한 지적소유권 및 사용권에 대한 정보                                                   |
| <relation>       | 사용하고 있는 자원과 다른 목표 자원과의 관계를 정의하고 있는 정보                                |
| <annotation>     | 자원의 교육적 사용에 대한 주석과 언제, 누가 주석을 달았는지에 대한 정보를 포함                   |
| <classification> | 자원이 특별한 분류 시스템(Classification System) 안에서 어디에 위치 하고 있는지에 대한 정보 포함 |

## 같이 보기
- 학습객체 메타데이터(LOM)
- 한국교육학술정보원